# Solenostoma parviperianthum
Solenostoma parviperianthum là một loài rêu tản trong họ Jungermanniaceae. Loài này được (C. Gao & X.L. Bai) Váňa, Hentschel & J. Heinrichs miêu tả khoa học lần đầu tiên năm.